# Quinto Veranio
Quinto Veranio  fue un político y militar romano del siglo I perteneciente a la gens Verania.

## Familia
Veranio fue miembro de la gens Verania, un clan familiar cuya origo pudo ser Forum Novum. Fue hijo de Quinto Veranio.

## Carrera pública
Fue un importante general romano a quien el filósofo griego Onasandro dedicó su obra Strategikos, un manual de tácticas militares. Veranio fue IVvir monetalis, tribuno de la Legio IV Scythica y cuestor bajo el gobierno de Tiberio. Fue nombrado tribuno de la plebe en 41, y pretor en 42. En el año 43 el emperador Claudio constituyó la nueva provincia de Licia-Panfilia, y nombró a Veranio como gobernador. Veranio gobernó la provincia hasta el año 48, y durante su gobierno aplastó la rebelión de Cilicia Traquótide. Veranio fue nombrado cónsul en 49 y Claudio lo elevó al estatus de patricio en agradecimiento a sus servicios.
Veranio prosiguió su carrera al ser nombrado gobernador de la provincia de Britania en 57, en sustitución de Aulo Didio Galo. Veranio cambió totalmente la política de Galo que se basaba en el mantenimiento de fronteras e inició un conjunto de operaciones militares contra la tribu de los siluros, situados en los que hoy es Gales. En su testamento halaga a Nerón y clama que si hubiera disfrutado de otros dos años habría conquistado toda la isla. Fue reemplazado por Cayo Suetonio Paulino, y la velocidad con la que Paulino conquistó Gales hace pensar que Veranio ya había hecho gran parte del trabajo.